# Thomas Klestil
Thomas Klestil (Bécs, 1932. november 4. – Bécs, 2004. július 6.) osztrák diplomata és politikus.
1992-ben lett osztrák szövetségi elnök, (Bundespräsident), majd 1998-ban 56,9 %-kal újraválasztották. Második – és egyben utolsó – ciklusa 2004. július 8-án járt volna le.

## Pályafutása
Munkásosztálybeli családból származik (édesapja a helyi villamosvonalon dolgozott). Bécs III. kerületében, a Landstraßéban járt iskolába, Joe Zawinullal együtt. A XI. kerületben, Simmeringben érettségizett, Bécsben közgazdaságtant tanult, majd 1957-ben doktorált. Később az osztrák közigazgatásban és külföldön dolgozott, például az OECD-ben. Mielőtt kancellárrá választották, Klestil volt az osztrák nagykövet az Egyesült Nemzeteknél (1978–1982), majd az Egyesült Államokban (1982–1987).
1992. július 8-án a konzervatív Osztrák Néppárt (ÖVP) jelöltjeként váltotta Kurt Waldheimot a szövetségi elnöki székben. Bár kétszer is megválasztották, Klestil távolodása saját pártjától egyre nyilvánvalóbbá vált; olyannyira, hogy 2000-ben nyílt szembenállás alakult ki Klestil és  Wolfgang Schüssel szövetségi kancellár között, amikor a néppárt koalíciós kormányt alakított a Jörg Haider vezette Osztrák Szabadságpárttal (FPÖ). 2003-ban a svájci Swiss daily lapnak kijelentette: ellentétben az elődök gyakorlatával nem biztos, hogy az első helyen befutó pártot bízza meg kormányalakítással; az osztrák alkotmány erre valóban lehetőséget ad az elnöknek.
Thomas Klestilnek három gyermeke született első házasságából, néhány évvel 1992-es választási győzelme után vált el akkori nejétől. Később 1998-ban házasságot kötött kolléganőjével, Margot Klestil-Löfflerrel, akivel állítólag már megválasztása idején viszonya volt. 1996-ban atípusos tüdőgyulladásban súlyosan megbetegedett, de sikerült felépülnie.
2004. július 5-én (3 nappal mandátuma lejárta előtt) régi tüdőbetegsége kiújult, szíve pedig megállt és kritikus állapotban szállították kórházba. Július 6-án, helyi idő szerint 23:33-kor hunyt el a bécsi Allgemeines Krankenhaus (AKH) kórházban.

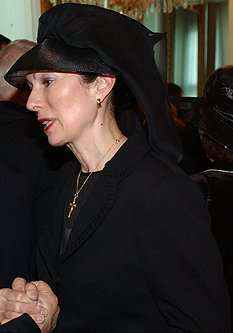
Második felesége, Margot Klestil-Löffler 2004-ben